# 東京ミュウミュウ キャラクターソングス
『東京ミュウミュウ キャラクターソングス』（とうきょうミュウミュウ キャラクターソングス）は、2002年に放送されたテレビアニメ『東京ミュウミュウ』のメインキャラクター5人のキャラクターソングが収録されたミニアルバムシリーズである。

## 概要
- 2002年9月4日にティー ワイ エンタテインメントから全5枚がリリースされた。
- それ以前に、2002年7月24日に限定盤の『東京ミュウミュウ CHARACTERS SONGS COLLECTOR'S BOX』（NECA-70001）として、5枚を収録したCD-BOXで発売された。限定BOXセット特典としてスペシャル･リミックスCDが付属された。
- 2002年12月5日に発行されたPlayStation用ゲームソフト『東京ミュウミュウ 登場新ミュウミュウ!みんないっしょにご奉仕するにゃん♥』の限定版の非売品特典CD「東京ミュウミュウ キャラクターソングス特別編 りんごのCDです〜!」も本項で記述。

## リリース一覧

### 桃宮いちご
収録曲
1. ミュウイチゴのテーマ [0:44]
2. 最高にHappy! [3:38]
作詞：若木智円 / 作曲：UZA / 編曲：村上正芳
3. STRAWBERRY POWER [4:28]
作詞：若木智円 / 作曲：荻野ヒデキ / 編曲：藤田宜久
4. 恋はア・ラ・モード（LOVE EXTENDED MIX〜ICHIGO SOLO〜） [3:57]
作詞・作曲：ホンダタカノブ / 編曲：mit
5. 恋はア・ラ・モード（いちごになろう！カラオケ） [3:27]

### 藍沢みんと
収録曲
1. ミュウミントのテーマ [1:03]
2. Blue Bird [4:18]
作詞：若木智円 / 作曲：UZA / 編曲：磯江俊道
3. afternoon tea [3:29]
作詞：若木智円 / 作曲：荻野ヒデキ / 編曲：藤田宜久
4. 恋はア・ラ・モード（LOVE EXTENDED MIX〜MINTO SOLO〜） [3:57]
作詞・作曲：ホンダタカノブ / 編曲：mit
5. 恋はア・ラ・モード（みんとになろう！カラオケ） [3:27]

### 碧川れたす
収録曲
1. ミュウレタスのテーマ [1:04]
2. ひとりでいても [3:51]
作詞：清原明恵 / 作曲：UZA / 編曲：磯江俊道
3. 海を見ていた [4:14]
作詞：清原明恵 / 作曲：UZA / 編曲：村上正芳
4. 恋はア・ラ・モード（LOVE EXTENDED MIX〜RETASU SOLO〜） [3:57]
作詞・作曲：ホンダタカノブ / 編曲：mit
5. 恋はア・ラ・モード（れたすになろう！カラオケ） [3:27]

### 黄歩鈴
収録曲
1. ミュウプリンのテーマ [1:02]
2. YES YES YES! [3:51]
作詞・作曲：UZA / 編曲：村上正芳
3. 太陽なワタシ [3:11]
作詞：kyo / 作曲・編曲：藤田宜久
4. 恋はア・ラ・モード（LOVE EXTENDED MIX〜PURIN SOLO〜） [3:57]
作詞・作曲：ホンダタカノブ / 編曲：mit
5. 恋はア・ラ・モード（ぷりんになろう！カラオケ） [3:27]

### 藤原ざくろ
収録曲
1. ミュウザクロのテーマ [1:08]
2. Don't Cry [4:18]
作詞：Bco / 作曲：UZA / 編曲：磯江俊道
3. ドゥビドゥワDANCIN' NIGHT [2:00]
作詞：Bco / 作曲：UZA / 編曲：磯江俊道
4. 恋はア・ラ・モード（LOVE EXTENDED MIX〜ZAKURO SOLO〜） [3:57]
作詞・作曲：ホンダタカノブ / 編曲：mit
5. 恋はア・ラ・モード（ざくろになろう！カラオケ） [3:27]

## 赤井りんご
タカラより発行された限定版特典CD。ゲームに新登場するキャラクター・赤井りんごのキャラクターソング2曲が収録されている。ジャケットイラストは、征海未亜による描き下ろしのミュウリンゴ。CD-BOXには未収録だが、『東京ミュウミュウ スーパーベストヒット』のそれぞれに1曲ずつ収録される。
収録曲
全作詞：若木智円 / 全作曲：UZA / 全編曲：藤田宣久
1. 楽園を探して… [4:47]
2. 癒してあげたい [4:31]